# Clifton Chenier
Clifton Chenier, né à Opelousas près de Lafayette (Louisiane) le 25 juin 1925 et mort à Lafayette le 12 décembre 1987, est un musicien de zarico (zydeco), un mélange de musique cadienne et créole avec des influences de jazz et de blues. 
Il joue de l'accordéon, et est le premier à utiliser cet instrument pour jouer du blues.

## Biographie
Clifton Chenier apprend très jeune à jouer de l'accordéon grâce à son père Joseph Chenier. Il commence à jouer dans les bals du samedi soir avec son frère Cleveland Chenier à la planche à laver (instrument de musique appelé frottoir en Louisiane).
En 1945 il quitte la ferme familiale pour aller travailler dans les champs de canne à sucre. Il part ensuite vers Lake Charles rejoindre son frère Cleveland. Il y rencontre d'autres musiciens de zydeco et affine son style.
Sa carrière professionnelle commence en 1954, quand il signe avec Elko Record et enregistre Cliston's blues (sous le nom de Cliston Chanier) qui connut un succès local. Il continue avec Ay-téte-fee (Hé, petite fille, l'orthographe du titre cadien a connu beaucoup de variantes) qui le fit connaître plus largement.

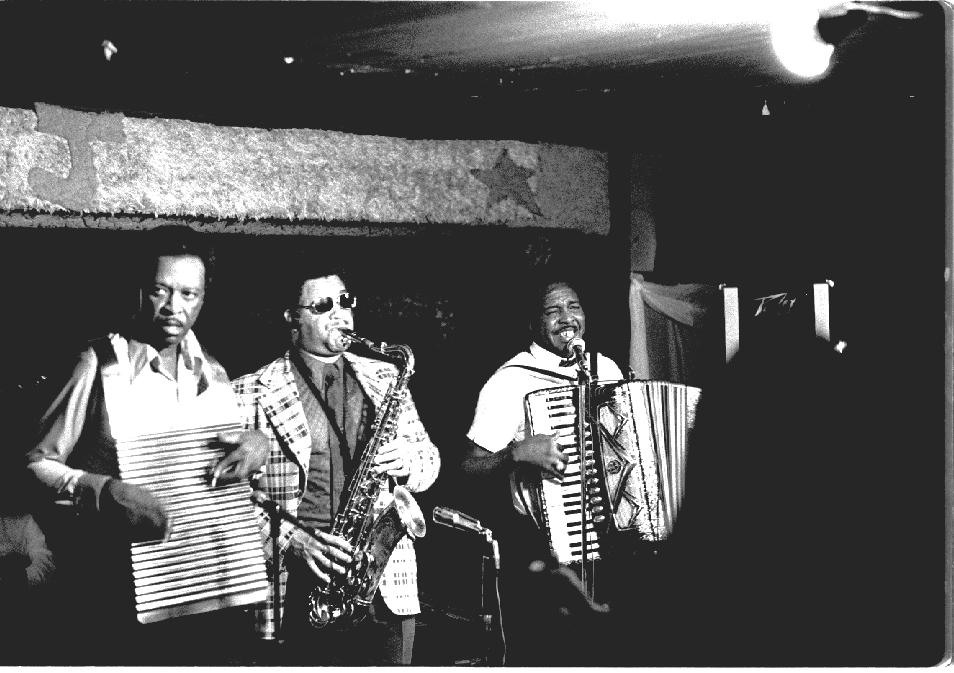
Les frères Chenier en 1975 : Cleveland à la washboard, Clifton à l'accordéon.

Il fait de nombreuses tournées avec les Zydeco Ramblers et signe avec Chess Records en 1956. Le label Chess ne fait pas trop de publicité à ses disques. Il le quitte en 1958 et s'installe à Houston.
Il signe enfin chez Arhoolie Records en 1964 qui élargit son audience au public blanc. L'Europe l'accueille en 1969 à l'American Folk Blues Festival.
En 1973 il signe la musique du film d'Alain Corneau France société anonyme. En 1979 on lui diagnostique un diabète grave et on doit l'amputer d'un pied.
Sa carrière est couronnée par un Grammy Award en 1983.
Il meurt en 1987 d'une maladie des reins et du diabète.
Son fils C.J. Chenier a pris la relève et continue sa musique en produisant des concerts et des disques.

## Discographie
- 1965 : Louisiana Blues & Zydeco
- 1966 : Black Snake Blues
- 1967 : Bon Ton Roulet!
- 1969 : Louisiana Blues
- 1970 : Bayou Blues
- 1970 : King of the Bayous
- 1970 : Clifton's Cajun Blues
- 1973 : Clifton Chenier Live (At a French-Creole Dance)
- 1974 : Out West
- 1975 : Bogalusa Boogie
- 1976 : Frenchin' the Boogie
- 1978 : Cajun Swamp Music Live
- 1978 : Clifton Chenier and His Red Hot Louisiana Band
- 1979 : Bayou Soul
- 1979 : Clifton Chenier & His Red Hot Louisiana Band in New Orleans
- 1980 : Boogie 'n' Zydeco
- 1981 : Blues & Zydeco
- 1982 : I'm Here!
- 1982 : Live at San Francisco Blues Festival
- 1984 : Country Boy Now
- 1984 : The King of Zydeco Live at Montreux
- 1985 : The King of Zydeco
- 1985 : Live! at the Long Beach & San Francisco Blues Festivals
- 1987 : Bogalusa Boogie
- 1987 : Sings the Blues
- 1988 : Live at St. Mark's
- 1988 : 60 Minutes with the King of Zydeco
- 1994 : We're Gonna Party
- 1996 : I'm Coming Home
- 1996 : On Tour
- 1997 : Zydeco Sont Pas Sale
- 1998 : In New Orleans
- 1999 : Bayou Bayou
- 1999 : Cajun Swamp Music
- 2000 : Live at Grant Street
- 2000 : Comin' Home
- 2000 : Live at 1966 Berkeley Blues Festival
- 2001 : Louisiana Blues & Zydeco/Bon Ton Roulet
- 2004 : Clifton Sings the Blues